# Seznam dílů seriálu Americká odysea
Toto je seznam dílů seriálu Americká odysea. Seriál byl zrušen po 1. řadě. V Česku ho vysílala TV Prima Cool.

## Přehled řad
| Řada | Díly | Premiéra v USA | Premiéra v USA  | Premiéra v ČR   | Premiéra v ČR   |
| Řada | Díly | První díl      | Poslední díl    | První díl       | Poslední díl    |
| ---- | ---- | -------------- | --------------- | --------------- | --------------- |
| 1    | 13   | 5. dubna 2015  | 28. června 2015 | 13. května 2016 | 24. června 2016 |

## Seznam dílů

### První řada (2015)
| Č. v seriálu | Původní název | Český název     | Režie         | Scénář                                                           | Premiéra v USA  | Premiéra v ČR   |
| ------------ | ------------- | --------------- | ------------- | ---------------------------------------------------------------- | --------------- | --------------- |
| 1            | Gone Elvis    | Nezvěstná       | Peter Horton  | námět: Kay Foster a Peter Horton scénář: Adam Armus              | 5. dubna 2015   | 13. května 2016 |
| 2            | Oscar Mike    | V pohybu        | Peter Horton  | námět: Kay Foster a Peter Horton scénář: Adam Armus              | 12. dubna 2015  | 20. května 2016 |
| 3            | Drop King     | Klíčové důkazy  | Rod Lurie     | Dahvi Waller                                                     | 19. dubna 2015  | 20. května 2016 |
| 4            | Tango Uniform | Změna plánu     | Rod Lurie     | Adam Armus a Kay Foster                                          | 26. dubna 2015  | 27. května 2016 |
| 5            | Beat Feet     | Raději zmiz     | Rod Lurie     | Arika Lisanne Mittman                                            | 3. května 2015  | 27. května 2016 |
| 6            | Wingman       | Ten vzadu       | Jon Jones     | Bill Kennedy                                                     | 10. května 2015 | 3. června 2016  |
| 7            | Soup Sandwich | Neschopný voják | Jon Jones     | námět: Adam Armus a Kay Foster scénář: Peter Horton              | 17. května 2015 | 3. června 2016  |
| 8            | Kmag Yoyo     | Bez pomoci      | Jon Jones     | Jace Richdale                                                    | 24. května 2015 | 10. června 2016 |
| 9            | Figmo         | Mám své rozkazy | Jamie Payne   | Andrea Ciannavei                                                 | 31. května 2015 | 10. června 2016 |
| 10           | Fubar Bundy   | Nevratné škody  | Jamie Payne   | Julia Ruchman                                                    | 7. června 2015  | 17. června 2016 |
| 11           | Gingerbread   | Léčka           | Jamie Payne   | námět: Peter Horton scénář: Adam Armus a Kay Foster              | 14. června 2015 | 17. června 2016 |
| 12           | Bug Out       | Rychlý přesun   | Clark Johnson | Adam Armus                                                       | 21. června 2015 | 24. června 2016 |
| 13           | Real World    | Skutečný svět   | Clark Johnson | námět: Adam Armus a Kay Foster scénář: Adam Armus a Peter Horton | 28. června 2015 | 24. června 2016 |